# اوزیورنویه (شهرستان اوست-کانسکی، جمهوری آلتای)
اوزیورنویه (به لاتین: Ozyornoye) یک منطقهٔ مسکونی در روسیه است که در جمهوری آلتای واقع شده‌است.